# Амази
Амази (фр. Amazy) насеље је и општина у источном делу централне Француске у региону Бургоња, у департману Нијевр која припада префектури Кламси.
По подацима из 2011. године у општини је живело 238 становника, а густина насељености је износила 17,32 становника/km². Општина се простире на површини од 13,74 km². Налази се на средњој надморској висини од 193 метара (максималној 338 m, а минималној 159 m).

## Демографија
| 1962. | 1968. | 1975. | 1982. | 1990. | 1999. | 2011. |
| ----- | ----- | ----- | ----- | ----- | ----- | ----- |
| 202   | 226   | 228   | 233   | 244   | 246   | 238   |

График промене броја становника у току последњих година